# Малий Володимир Вікторович
Володимир Вікторович Малий (нар. 28 січня 1955, Миколаїв, СРСР) — радянський футболіст та український тренер, володар кубку СРСР (1980), майстер спорту СРСР (1979). Найкращий в історії бомбардир одеського СКА (91 гол в офіційних матчах чемпіонату й Кубку СРСР).

## Кар'єра гравця
Футболом Володимир Малий починав займатися разом зі своїм братом-близнюком Леонідом в рідному Миколаєві, в ДЮСШ при команді майстрів «Суднобудівник», де його першим тренером став Олександр Іванов. Після закінчення спортшколи братів запросили в команду майстрів «Локомотив» (Херсон), а в 1975 році Малі переходять у вищолігову «Зорю». В команді з Ворошиловграда молоді футболісти частіше грали за дублюючий склад, де Володимир за підсумками першості 1975 року, з 11-ма голами став найкращим бомбардиром команди резервістів. А 14 вересня того ж року, Володимир дебютував у вищій лізі чемпіонату СРСР, в поєдинку проти дніпропетровського «Дніпра». А через рік, в матчі проти все тих же дніпропетровців, 16 жовтня 1976 року, Володимир Малий забив і свої перші голи в елітному дивізіоні, двічі відзначившись у воротах голкіпера дніпрян Леоніда Колтуна. 
У 1977 році брати були призвані на військову службу і направлені в одеський СКА. В армійській команді Володимир і Леонід досить швидко закріпилися в стартовому складі, ставши одними з лідерів колективу, з яким здобули перемогу в зональному турнірі другої ліги, а в перехідних матчах проти семипалатинського «Спартака», оформили путівку в першу лігу. Сезон у турнірі більш високого рангу, одесити провели, як для новачка впевнено, зайнявши підсумкове 11-те місце, а брати Малі своєю грою змогли привернути до себе увагу ряду команд елітного дивізіону і після завершення сезону прийняли пропозицію перейти в донецький «Шахтар», який очолив Віктор Носов. Дебютував Володимир в складі гірників в стартовому матчі 42-го чемпіонату СРСР проти ленінградського «Зеніту», замінивши на 75-ій хвилині матчу Миколу Федоренка. Сезону 1979 року видався одним з найбільш успішних в чемпіонатах СРСР для гірників, які посіли за його підсумками 2-ге місце, відставши лише на два очки від чемпіона - московського «Спартака». Володимир Малий, зігравши в 24 поєдинках і забивши 3 м'ячі, заслужено став срібним призером чемпіонату. А 19 вересня 1979 року нападаючий дебютував у єврокубкових змаганнях, вийшовши в стартовому складі гірників в матчі турніру Кубка УЄФА «Шахтар» (Донецьк) - АК «Монако». Усього в цьому турнірі провів 4 поєдинки. У чемпіонаті 1980 року, донецька команда виступила менш впевнено, зайнявши 6-те місце. Втім, відносний спад в чемпіонаті гірники з надлишком компенсували успішним виступом у турнірі на Кубок СРСР, ставши володарями трофею. Володимир, на відміну від свого брата, хоч і не грав у фінальному поєдинку проти тбіліського «Динамо», але взявши участь в шести матчах турніру, так само став володарем Кубку.
У 1981 році брати Малі, піддавшись на вмовляння керівників одеського військового округу, повернулися до Одеси, де продовжили кар'єру в армійській команді, були лідерами, навколо яких будувалася гра колективу. Через рік Леонід Малий покинув одеський СКА, перебравшись в «Чорноморець», а Володимир, який отримав офіцерське звання, свою подальшу кар'єру пов'язав з армійським клубом, за який виступав до 1986 року, після чого в 31-річному віці вирішив завершити ігрову кар'єру і перейти на тренерську роботу з молодіжною командою армійців. У 1989 році знову виходив на футбольне поле як граючий тренер команди «Тигини-РШВСМ». У сезоні 1996/97 років виступав за аматорську команду «Лотто-GCM».
1998 року у складі збірної Одеси взяв участь у першому Кубку України з футзалу серед ветеранів, де команда посіла друге місце.

## Кар'єра тренера
Після завершення активної кар'єри гравця, з 1986 року Володимир Вікторович працював тренером молодіжної команди одеського СКА, яка виступала в турнірах серед колективів Збройних сил СРСР. У 1989 році армійці передислокувалася до молдовського міста Бендери, яке перебувало в межах Одеського військового округу. Команда грала під назвою «Тигина-РШВСМ» і виступала в першості Молдавської РСР, де стала переможницею й завоювала право представляти місто в турнірі другої ліги. Володимир Малий в цей період був граючим тренером команди. Після завершення сезону 1989 року, Малий повернувся в Одесу, де продовжив працювати з армійськими колективами.
У 1996 році, на базі аматорських команд «Лотто GCM» і СКА, був створений футбольний клуб СКА-Лотто, який був заявлений до другої ліги чемпіонату України, а Володимир Малий був призначений на посаду начальника команди. Колектив в сезоні 1997/98 років посів друге місце в своїй групі. Але вже в наступному сезоні був створений інший альянс, одеський СКА об'єднався з командою «Динамо» (Одеса) й у сезоні 1998/99 років команда виступала під назвою «Динамо-СКА», головним тренером став Володимир Малий. Але колектив провів тільки один неповний сезон серед професійних команд і незабаром, через фінансові проблем, припинив своє існування. А Володимир Малий, будучи військовослужбовцем, продовжив працювати в структурах армійського клубу.
У 2002 році, Володимир Вікторович звільнився зі Збройних сил у званні підполковника і перейшов на роботу дитячим тренером в одеську ДЮСШ №9, директором якої був його колишній партнер по армійській команді Сергій Марусин. Крім занять з дітьми, Володимир Малий понад десять років працює у Федерації футболу міста Одеси, де очолює інспекторський комітет, а з 2010 року був обраний головою контрольно-дисциплінарного комітету одеської обласної федерації футболу. Також Володимир Вікторович активно виступає за ветеранську команду «Рішельє», в складі якої неодноразово ставав чемпіоном України серед ветеранських команд.

## Освіта
Закінчив Одеський педагогічний інститут ім. К. Д. Ушинського.

## Сім'я
Одружений. З дружиною Зінаїдою Василівною виховали двох дітей. Син Юрій закінчив Одеський національний університет. Дочка Ольга, за фахом - філолог. Рідний брат-близнюк Леонід з сім'єю проживає в місті Миколаїв.

## Цікаві факти
Незважаючи на те, що Леонід і Володимир Малі — брати-близнюки, на футбольному полі вони відрізнялися стилем гри, грали на різних позиціях і флангах, до того ж Леонід був «правоногим» футболістом, а Володимир — «шульгою».

## Досягнення
- Чемпіонат СРСР
  -  Срібний призер (1): 1979

- Кубок СРСР
  -  Володар (1): 1980

- Чемпіонат УРСР
  -  Чемпіон (1): 1977